# Carl Winther
Carl Winther (født 8. oktober 1984 i København) er en dansk jazzpianist og bror til Malene Mortensen. Han er en højt estimeret jazzmusiker hos både amerikanske og skandinaviske kolleger og notorisk kendt som en af Danmarks allerstørste begavelser bag et klaver. 
Som klaverstuderende på Rytmisk Musikkonservatorium på Leo Mathisens Vej fik den unge jazzpianist hurtigt skabt forbindelser til jazzeliten i Danmark, da trommeslageren Anders Mogensen fik øje på den unge musikers store talent. Herefter var vejen banet til nogle afgørende møder med nogle af verdenselitens største jazzkoryfæer som eksempelvis den amerikanske saxofonist Jerry Bergonzi, George Garzone og trommeslageren Adam Nussbaum.  
Carl Winther har turneret flittigt i Europa og USA i konstellationer med føromtalte Anders Mogensen, Jerry Bergonzi og George Garzone. Pianisten med dybe rødder i det københavnske jazzmiljø er særligt inspireret af Johann Sebastian Bach og den amerikanske jazzpianist McCoy Tyner, der var særligt kendt for sit kraftfulde rytmiske spil og sin kvartstablede venstre-hånds comping. Det er også på grund af et bemærkelsesværdigt energisk og virtuost solo- og akkompagnementsspil, at Carl Winther har gjort sig fortjent til at turnere sammen med nogle af jazzmusikkens største nulevende koryfæer. 
Den konservatorieuddannede pianists meritter er ikke blot anerkendt af musikbranchen, idet Carl Winthers præg på den internationale jazzscene også er blevet bemærket af den danske presse og af musikjournalister fra de største danske dagblade som eksempelvis Politiken. 
Carl Winther er født med jazz i blodet. De trioliserede ottendedele og synkoperede rytmer har været en naturlig del af hans barndom, da han er søn af trompetist og komponist Jens Winther, der havde en afgørende indflydelse på den nationale danske jazzscene. En indflydelse primært skabt af et tæt samarbejde                                                                med Danmarks Radios Big Band (DR Big Band). Carl Winther begyndte da også allerede som 6-årig at spille klaver.  
Barndommen blev tilbragt i Uppsalagade og Puggaardsgade i det indre København,                                                                                                        hvor klaveret repræsenterede et fast holdepunkt, et kreativt laboratorium og et tilflugtssted. Carl Winthers virtuose klaverspil er kendetegnet                                                           ved en udsøgt teknik, et unikt harmonisk overblik og et rytmisk drive, der leder tankerne hen på de allerstørste pianister                                                som eksempelvis Oscar Peterson og Ahmad Jamal. 
- 2004-2006 Skurup Folkehøjskole
- 2006 Vinder af Lindkjöbing jazz konkurrence med "Skurup Hot 5"
- 2009 Bachelor fra Rytmisk Musik Konservatorium
- 2009 Modtager af Konservatoriets Venskabs Legat
- 2011 Vinder af The 32nd Getxo Jazz Contest med Carl Winther Trio.
- 2011 Sponsoreret af Luthman.
- 2012 Modtager af "DPA Jazz Komposition Konkurrence"
- 2013 Vinder af "Jazz Nat Odra" med Wosko&Licak Quartet
- 2025 I september indspiller Carl Winther Trio et nyt album i Berlin

Har optrådt med bl.a. følgende musikere: Billy Hart, Jerry Bergonzi, George Garzone, Bill Evans, Gary Thomas, Daniel Humiar, Adam Nussbaum, Till Brönner, Markus Strickland, Anders Mogensen